# A Predator's Portrait
A Predator's Portrait is het derde album van de Zweedse melodieuze-deathmetalband Soilwork, uitgebracht in 2001 door Nuclear Blast. Het was het eerste album waarop Bjorn "Speed" Strid ook clean ging zingen.

## Nummers
1. Bastard Chain – 4:02
2. Like the Average Stalker – 4:30
3. Needlefeast – 4:06
4. Neurotica Rampage – 4:43
5. The Analyst – 4:42
6. Grand Failure Anthem – 5:20
7. Structure Divine – 4:06
8. Shadowchild – 4:38
9. Final Fatal Force – 4:59
10. A Predator's Portrait – 4:31